# 6-tert-Butyl-o-kresol
6-tert-Butyl-o-kresol ist eine chemische Verbindung aus der Gruppe der Toluolderivate bzw. Kresole. Der Flammpunkt beträgt 107 °C.

## Gewinnung und Darstellung
6-tert-Butyl-o-kresol kann ausgehend von o-Kresol dargestellt werden.